# آرتور جانسون (بازیکن فوتبال، زاده ۱۸۸۶)
آرتور جانسون (انگلیسی: Arthur Johnson؛ زادهٔ ۱۸۸۶) بازیکن فوتبال اهل بریتانیا است.
از باشگاه‌هایی که در آن بازی کرده‌است می‌توان به باشگاه فوتبال گیلینگام، باشگاه فوتبال ساوتند یونایتد، و باشگاه فوتبال شفیلد یونایتد اشاره کرد.